# 146P/Shoemaker-LINEAR
146P/Shoemaker-LINEAR – kometa krótkookresowa, należąca do rodziny komet Jowisza.

## Odkrycie
Kometa została odkryta 26 września 1984 roku. Jej odkrywcami są astronomowie Carolyn Shoemaker i Eugene Shoemaker. Kometa odkryta była również w ramach programu obserwacyjnego LINEAR.

## Orbita komety
Orbita komety 146P/Shoemaker-LINEAR ma kształt elipsy o mimośrodzie 0,65. Jej peryhelium znajduje się w odległości 1,43 j.a., aphelium zaś 6,65 j.a. od Słońca. Jej okres obiegu wokół Słońca wynosi 8,12 roku, nachylenie orbity do ekliptyki to wartość 23,07˚.